# Szybowice (przystanek kolejowy)
Szybowice – przystanek kolejowy (dawniej stacja) w Szybowicach, w województwie opolskim, w Polsce. Znajduje się na linii 137 Katowice – Legnica.

## Ruch pasażerski
| Rok  | Wymiana pasażerska na dobę |
| ---- | -------------------------- |
| 2017 | 10-19                      |
| 2022 | 10-19                      |

## Historia
Powstanie stacji w Szybowicach wiązało się z rozwojem przemysłu na terenie Górnego Śląska od połowy XVIII wieku, kiedy to rządy nad regionem przejęło Królestwo Prus w wyniku zwycięskiej wojny z państwem Habsburgów. Na początku XIX wieku wraz z pojawieniem się transportu kolejowego powstały pierwsze inicjatywy połączenia regionu z Wrocławiem. Już w 1843 pojawił się pomysł budowy połączenia Wrocławia z Górnym Śląskiem, które miałoby prowadzić m.in. przez Szybowice. Spółka Kolej Górnośląska 7 lipca 1869 otrzymała koncesję na budowę linii z Ząbkowic Śląskich. Budowę kolejowej magistrali podsudeckiej ukończono w 1876. Ruch na odcinku Nowy Świętów–Prudnik przez Szybowice uroczyście zainaugurowano 12 czerwca.
W 1881 oddano do użytku budynki stacyjne z pomieszczeniami służbowymi dla dyżurnego i kolejarzy, z kasą i poczekalnią. Na peronie ustawiono kiosk, w którym sprzedawano prasę i mleko.
Do końca lat 90. XX wieku stacja miała bocznicę, na której odbywał się załadunek buraków cukrowych i rozładunek wysłodków, węgla, nawozów i paszy dla Gminnej Spółdzielni w Szybowicach. Stację kolejową w Szybowicach zamknięto w 1994, wraz z budynkami stacyjnymi. Od tej pory funkcjonuje jako przystanek kolejowy.